# إد وليامز
إد وليامز (بالإنجليزية: Ed Williams)‏ هو لاعب كرة قدم أمريكية أمريكي، ولد في 19 يونيو 1950 في أوكلاهوما سيتي في الولايات المتحدة.